# Geranomyia idiopygialis
Geranomyia idiopygialis is een tweevleugelige uit de familie steltmuggen (Limoniidae). De soort komt voor in het Neotropisch gebied.